# Калиновка (Дубоссарский район)
Кали́новка (рум. Calinovca) — село в центральной части Дубоссарского районa Приднестровской Молдавской Республики. Вместе с сёлами Красный Виноградарь, Афанасьевка, Новая Александровка и Новая Лунга входит в состав Красновиноградарского сельсовета. Между сёлами Калиновка и Афанасьевка находится военный полигон бронетехники и артиллерии Приднестровской Молдавской Республики. Население — 155 человек (на 2013 год).

## История
Село Калиновка образовано в 1922 г. переселенцами из с. Большой Фонтан, ныне это микрорайон Большой Фонтан г.Дубоссары. В конце 2006 года было закончено строительство приднестровского газопровода Дубоссары—Красный Виноградарь. В настоящий момент строится церковь.